# Las ciudades invisibles
Las ciudades invisibles (en italiano, ‘‘Le cità invisibili’’) es un libro de ficción escrito por el escritor italiano Italo Calvino y publicado en 1972 por la editorial Einaudi (Italia).

## Argumento
La obra comprende una serie de relatos sobre viajes a ciudades fantásticas, que Marco Polo narra a Kublai Kan, emperador de los tártaros.   
Las descripciones se presentan en forma de pequeños cuentos y abordan temáticas diferentes como el deseo, la muerte o los símbolos. 
A lo largo de la obra, se encuentran diferentes categorías de ciudades, cada una con una temática distinta en su descripción:
| Categoría                       | Temática de la descripción                                         |
| Las ciudades continuas          | Ciudades confusas en su extensión.                                 |
| Las ciudades escondidas         | Ciudades con múltiples cualidades.                                 |
| Las ciudades sutiles            | Ciudades abstractas o aéreas.                                      |
| Las ciudades y el cielo         | Ciudades con propiedades divinas.                                  |
| Las ciudades y el deseo         | Ciudades que despiertan el deseo y la pasión de las personas.      |
| Las ciudades y el nombre        | Ciudades semánticas.                                               |
| Las ciudades y la memoria       | Ciudades de recuerdos manifiestos en sus habitantes o estructuras. |
| Las ciudades y los intercambios | Intercambios de mercancías, deseos, recuerdos, etc.                |
| Las ciudades y los muertos      | Ciudades que rememoran la muerte.                                  |
| Las ciudades y los ojos         | Ciudades con propiedades visuales.                                 |
| Las ciudades y los signos       | Ciudades semióticas.                                               |

## Estructura
La obra se divide en nueve capítulos estructurados de una manera similar. Al principio y final de cada uno se establecen diálogos entre Marco Polo y Kublai Kan, en los cuales ambos exponen sus ideas e inquietudes con respecto a los viajes del primero y la naturaleza de las ciudades, que Kublai Kan sólo conoce a través de los relatos. Ítalo Calvino señaló que estos diálogos surgen como reflexiones en torno a su propio trabajo, a medida que escribía las descripciones de las localidades.
En el primer capítulo y en el último (I y IX) se describen diez ciudades, mientras que el resto aborda solo cinco.
Cada relato comienza mencionando la categoría en que cada ciudad encaja y asignándole un número consecutivo. Existen cinco ciudades para cada categoría:
| Categoría                       | Consecutivo         | Nombre                                             | Capítulo                    |
| ------------------------------- | ------------------- | -------------------------------------------------- | --------------------------- |
| Las ciudades continuas          | - 1 - 2 - 3 - 4 - 5 | - Leonia - Trude - Procopia - Cecilia - Pentesilea | - VII - VIII - IX - IX - IX |
| Las ciudades escondidas         | - 1 - 2 - 3 - 4 - 5 | - Olinda - Raissa - Marozia - Teodora - Berenice   | - VIII - IX - IX - IX - IX  |
| Las ciudades sutiles            | - 1 - 2 - 3 - 4 - 5 | - Isaura - Zenobia - Armilla - Sofronia - Ottavia  | - I - II - III - IV - V     |
| Las ciudades y el cielo         | - 1 - 2 - 3 - 4 - 5 | - Eudossia - Bersabea - Tecla - Perinzia - Andria  | - VI - VII - VIII - IX - IX |
| Las ciudades y el deseo         | - 1 - 2 - 3 - 4 - 5 | - Dorotea - Anastasia - Despina - Fedora - Zobeide | - I - I - I - II - III      |
| Las ciudades y el nombre        | - 1 - 2 - 3 - 4 - 5 | - Aglaura - Leandra - Pirra - Clarice - Irene      | - IV - V - VI - VII - VIII  |
| Las ciudades y la memoria       | - 1 - 2 - 3 - 4 - 5 | - Diomira - Isidora - Zaira - Zora - Maurilia      | - I - I - I - I - II        |
| Las ciudades y los intercambios | - 1 - 2 - 3 - 4 - 5 | - Eufemia - Cloe - Eutropia - Ersilia - Smeraldina | - II - III - IV - V - VI    |
| Las ciudades y los muertos      | - 1 - 2 - 3 - 4 - 5 | - Melania - Adelma - Eusapia - Argia - Laudomia    | - V - VI - VII - VIII - IX  |
| Las ciudades y los ojos         | - 1 - 2 - 3 - 4 - 5 | - Valdrada - Zemrude - Bauci - Fillide - Moriana   | - III - IV - V - VI - VII   |
| Las ciudades y los signos       | - 1 - 2 - 3 - 4 - 5 | - Tamara - Zirma - Zoe - Ipazia - Olivia           | - I - I - II - III - IV     |

## Análisis de «Las ciudades y los signos. 5» de la serie IV
«Si te describo Olivia, ciudad rica en productos y beneficios, para significar su prosperidad no tengo otro medio sino hablar de palacios de filigrana y cojines con flecos en los antepechos de los ajimeces (ventanas partidas en dos por una columnilla); más allá de la reja de un patio, una girándula de surtidores riega un prado donde un pavo real blanco expande su cola. Pero con este discurso tu comprendes en seguida que Olivia está envuelta en una nube de hollín y de pringue que se pega a las paredes de las casas».

Esta secuencia comienza con la descripción de la primera ciudad, Olivia, durante la cual entra Marco Polo, diciendo: «Nadie sabe mejor que tú, sabio Kublai, que no se debe confundir nunca la ciudad con las palabras que la describen; y, sin embargo, entre la una y la otra hay una relación».
Después habla Kublai, ocupando el puesto del contador de ciudades invisibles. Marco Polo, a su vez, se ha desplazado también, porque ya ha conversado dentro de las descripciones de ciudades, ha salido de las secuencias en las que él dialoga con Kublai, y se ha colado en las secuencias descriptivas de las ciudades. 
Este viaje de Marco Polo ha desplazado a su vez al narrador que habitaba en los espacios de descripción de las ciudades, un narrador anónimo omnisciente y desconocido, que hasta este momento era quien nos conducía de un enclave a otro. En esa primera intervención Marco Polo dentro de una descripción de ciudad ha dicho: una cosa son las palabras y otra las ciudades.
El relato de la ciudad de Olivia termina con esta descripción: «La mentira no está en las palabras, está en las cosas», una de las tantas frases célebres de esta novela. Una cosa son las palabras y otra las cosas; hay fronteras, pero resulta que son las cosas las que mienten. Entonces, también la mentira se ha desplazado: de las palabras a las cosas.
A mitad del relato, todo se empieza a mover. El resultado final de este seísmo es que todo termina pudiendo estar en cualquier sitio, o en todos los sitios, y se describen las siguientes ciudades.
Aparece rápidamente Sofronia, ciudad compuesta de dos mitades, que se van desmontando y montando continuamente en otro sitio.
Eutropia no es una ciudad, sino muchas («no es una, sino todas las ciudades al mismo tiempo»), y los habitantes las van poblando. Los mismos habitantes, progresivamente, se van a otra Eutropia cuando están cansados, y allí cada uno desempeña ahora otro papel, otra ocupación, de forma que las ocupaciones permanecen pero los ocupantes cambian. Son los mismos pero no son ya los mismos. La ciudad es así siempre igual, con las mismas escenas, pero en otro sitio. Se desplaza.
Zemrude se muestra según se mire, de acuerdo con lo que quieras ver en ella y tu humor. Por tanto, no es ella sino el reflejo del que mira. Es la obra de quien la contempla.
Aglaura son dos ciudades y es una; son la ciudad que es nombrada, la que se habla y la otra, la que existe o es vivida.
Kublai se desasosiega con estas intuiciones. Por eso demanda ser él quien nombre las ciudades y que Marco Polo verifique. Ésta sufre la presencia del sentido. Y la quiere amarrar. Lo que es y lo que no es. Acaso todas son lo mismo y ninguna igual a sí misma. Siente el peso de la ciudad, del objeto ciudad, y empieza a anhelar la ligereza, anhelar librarse de ese peso. Por eso crece su deseo de ligereza, de aligerar el asunto, su asunto, su sentido de sí mismo y de su imperio.

## Análisis de «Las ciudades y los intercambios 3»
«Al entrar en el territorio que tiene por capital Eutropia, el viajero no ve una ciudad sino muchas, de igual importancia y no disímiles entre sí, desparramadas en una vasta y ondulada meseta. Eutropia no es una sino todas esas ciudades al mismo tiempo; una sola está habitada, las otras vacías; y esto ocurre por turno».

Este es un capítulo en el que se muestra un fragmento enmarcado del diálogo que mantienen Kublai Kan y Marco Polo, y que incluye reflexiones muy diversas. En este caso nos cuenta que en la capital de Eutropia, la cual está conformada por varias ciudades, solo una de ellas está habitada. Cuenta que el día en que los habitantes se cansan de sus vidas monótonas, desplazan su vida a la ciudad vecina.
Al cambiar de ciudad, sus vidas se renuevan, cambian de trabajo, de familia, de amigos con quien pasar el rato, otras actividades que hacer, etc. Aunque la organización general es la misma, solo varían los papeles que asume cada uno. 
No hay una gran discrepancia entre las ciudades, se menciona que puede llegar a variar por los cursos de aguas, del viento o los declives pero nada muy significante. 
Como la sociedad está formada sin grandes diversidades de riqueza, o de autoridad, al desplazar la vida de una ciudad a otra, no ocurren grandes cambios en relación con ellos. Esto se debe a la multiplicidad de las tareas, logrando que sea raro que alguien vuelva a un trabajo que ya había sido suyo. 
«De este modo la ciudad repite su vida siempre igual, desplazándose hacia arriba y hacia abajo en su tablero de ajedrez vacío».
La sociedad recorre las ciudades viajando de una en una, habitándolas hasta que la vida se vuelva tediosa y aburrida, una vez que se gastó tanto, es necesario dar un giro de 180 grados para enterrarla y hacer renacer otra. Siempre siendo uno el protagonista, pero los actores alrededor son renovados, desplazados. Es vivir una vida y matarla, para después vivir otra igual pero, a la larga, cambiarla de nuevo. 
Así encontramos la simetría frente a la irregularidad, la estabilidad frente a la inestabilidad, lo estático frente al cambio. Una relación entre utopía y realidad, casi desde un punto de vista platónico.
Es una lectura crítica a la sociedad y a las ciudades modernas. 

«Sola entre todas las ciudades del imperio, Eutropia permanece idéntica a sí misma. Mercurio, dios de los volubles, a quien está consagrada la ciudad, cumplió este ambiguo milagro».

Por tanto, lo que permanece inmutable, lo que constituye la propia esencia de Eutropia, es la forma en que ésta se vive. También hace referencia a Mercurio, como su protector, el de las sociedades viajeras y el del imperio de Eutropia. 
Los motivos por los que esta ciudad se halla consagrada a Mercurio:
- El carácter voluble que se asocia con este dios, tiene que ver con sus rápidos desplazamientos como mensajero de los dioses del Olimpo.
- Dios protector de todos aquellos que tengan los viajes como su guía de ruta.
- Es el patrón de la ciudad.

## Análisis de «Las ciudades y la memoria - 5»
«Las Ciudades y la Memoria. 5» relata que el viajero Marco Polo es invitado a Maurilia para visitar la ciudad y observar antiguas tarjetas y postales que muestran cómo era antes de la actualidad.
Al llegar al sitio, se da cuenta de todas las modificaciones que diferencian a la Maurilia actual con la antigua; por esto, para no decepcionar a los habitantes, el viajero debe elogiar con mucho cuidado las postales y debe elegir como preferida a la presente, la cual es una metrópoli magnífica y próspera aunque, a pesar de todo, le genere nostalgia la Maurilia campesina, que tenía un poco más de gracia. 
Al mismo tiempo, Marco logró llegar a una conclusión que lo llevó a actuar cuidadosamente. Ésta se basaba en que se debía cuidar de decirles a los habitantes que, increíblemente, bajo un mismo suelo, pueden haber sucedido dos ciudades diferentes, aunque con el mismo nombre, pero irreconocibles entre sí, naciendo y muriendo sin haber estado en contacto. 
Siendo que las personas son iguales, solo que sus dioses que habitaban bajo esos nombres decidieron marcharse sin más, dejando su lugar a dioses extranjeros, sin tener el deber de saber cuáles eran mejores o peores, ya que no compartía ningún lazo ni relación entre ellos, así como las postales de la Maurilia campesina y la Maurilia metrópoli, que no se representan entre ellas pero, casualmente, se llamaban de la misma manera.

## Análisis de «Las ciudades sutiles - 2»
«Las Ciudades Sutiles. 2» describe el lugar en donde se sitúa la ciudad de Zenobia, cuyo terreno es seco, y en donde se alzan altos cimientos. Sus casas están hechas de bambú y zinc. En cuanto a las estructuras de éstas, contienen balcones y galerías que se sitúan a diferentes alturas, sobre pilares que se superponen unos a otros, unidos sobre escaleras de mano y aceras colgantes.  A su vez, las mismas contenían depósitos de agua, veletas, sedales y grúas.
Visto por el argumento del viajero, no cree que los fundadores de Zenobia se hayan quedado satisfechos por la construcción de las casas y la forma de la ciudad que estaba presente en ese momento, debido a su indescifrable diseño. 
Al mismo tiempo, se plantea que si por casualidad se le pregunta a cualquier persona de la ciudad como sería para él una vida feliz, respondería sin ninguna duda que la mejor opción es una ciudad como Zenobia, con sus pilotes y escalas colgantes, o tal vez una Zenobia diferente con estandartes y demás, pero siempre combinando elementos de su primer modelo como ciudad.
Finalmente, como conclusión, Marco, intenta clasificar a la ciudad de Zenobia como una en donde abunda la felicidad o hay infelicidad. Al cabo de un tiempo, decide clasificarla de dos maneras: como una ciudad que a través de las generaciones las mutaciones y los años les siguen dando su forma a los deseos, o como aquellas en las que los deseos, o logran borrar la ciudad, o terminan siendo borrados por ella.
De otra forma, «Las ciudades sutiles. 2», expresa que realmente sólo existen dos tipos de ciudades, las cuales se presentan, por un lado, como todo aquello que ha dado forma a los deseos del viajero y, por otro lado, como una realidad apabullante que ha terminado por consumir o devorar todas aquellas expectativas generadas previamente por el individuo.

## Análisis de «Las ciudades y los ojos - 5»
Moriana es una ciudad bidimensional, tanto por su intención explícita como metafórica, que creció mediante la construcción con claves y metáforas que permiten expresar conceptos vinculados a los tiempos de la tecnología, del cambio acelerado.
Habla de una sociedad incomunicada. Las zonas brillantes de Moriana reflejan el sentir de la sociedad actual, su parte su historia, es el anverso brillante, mientras que las fachadas oscuras representan su reverso oscuro y deshumanizado. Moriana es el vivo reflejo de las ciudades existentes, con su paciencia siempre brilla y deslumbra para el público, ocultando su otra cara de problemas y dificultades.
«La faz oculta de Moriana, una extensión de metal oxidado, telas de costal, ejes erizados de clavos, caños negros de hollín, montones de latas muros ciegos con inscripciones destruidas». Este fragmento muestra la realidad de la ciudad, los problemas fáciles, económicos rutinarios que solo son superpuestos con una apariencia llamativa. Muestra en una ciudad polarizada, con cambios en el extremo y crecimiento, que puede mostrar varias y diferentes imágenes.

## Análisis de «Las ciudades y el cielo - 2»
Bersabea es una ciudad que tiene como modelo a la Bersabea celeste, que posee todas las virtudes y sentimientos elevados, y que sus habitantes ven y creen ejecutada con oro, plata, «una ciudad joya». 
También creen que existe una Bersabea infernal «bajo tierra», que reúne todo lo despreciable e indigno, y que crece llena de desperdicios. Ambas ciudades modelo existen, y albergan las virtudes o defectos que les suponen. Ambas representan lo bueno, lo malo, la tierra, el cielo, el infierno.

## Premios
El libro fue nominado a los Premios Nébula en la categoría de mejor novela en 1975.